# باربرا آنا شال
باربرا آنا شال (بالإنجليزية: Barbara A. Schaal)‏ (1947) عالمة أمريكية في علم الأحياء التطوري، و أستاذة في جامعة واشنطن في سانت لويس ونائبة رئيس الأكاديمية الوطنية للعلوم وهي أول امرأة تنتخب نائبا لرئيس الأكاديمية منذ أبريل 2009، وقد خدمت باربرا آنا شال في مجلس الرئيس الاستشاري للعلوم والتكنولوجيا.